# Bodenseegürtelbahn

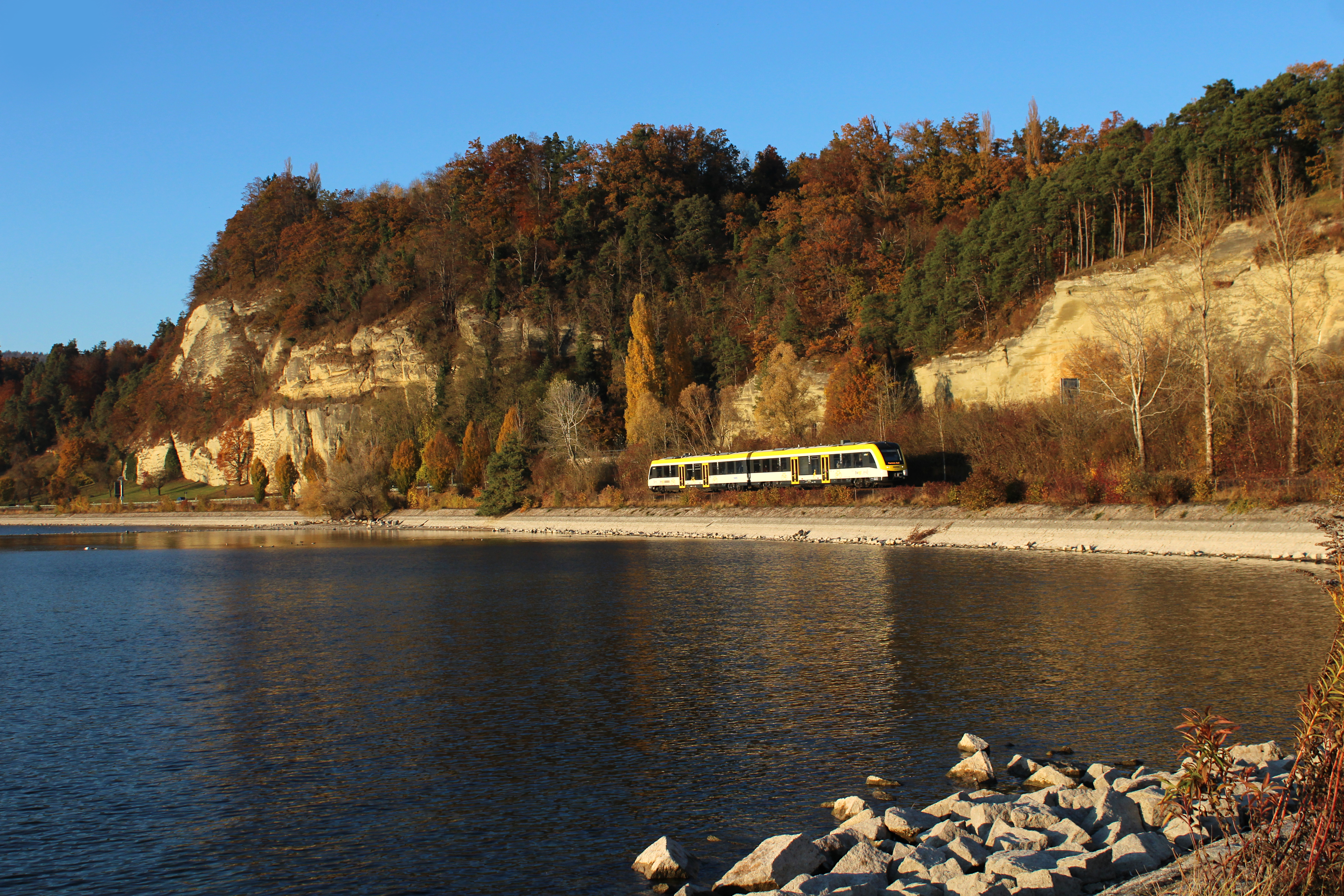
Regionalbahn am Überlinger Seeufer vor den Molassefelsen bei den Heidenhöhlen (Goldbach)

Bodenseegürtelbahn ist eine Bezeichnung für mehrere, aneinander anschließende Eisenbahnstrecken rund um den Bodensee. Sie wurde um 1900 geprägt, als sich der Eisenbahnring um den See schloss. Der geschlossene Aufbau wurde vor allem auf deutscher Seite von den einzelstaatlichen Interessen verzögert.
Die Bodenseegürtelbahn besteht aus folgenden Teilabschnitten mit jeweils eigener Kilometrierung und Baugeschichte (im Uhrzeigersinn):
- Konstanz–Radolfzell, Teil der Hochrheinbahn (eröffnet 1863)
- Radolfzell–Stahringen, Teil der Bahnstrecke Radolfzell–Mengen (eröffnet 1867)
- Stahringen–Friedrichshafen Stadt (eröffnet 1895–1901)
- Friedrichshafen Stadt–Lindau-Aeschach Abzw (eröffnet 1899)
- Lindau-Aeschach Abzw–Lindau-Insel, Teil der Bahnstrecke Buchloe–Lindau (eröffnet 1854)
- Lindau-Insel–Lauterach Nord, Teil der Bahnstrecke Lindau–Bludenz (eröffnet 1872)
- Lauterach Nord–St. Margrethen (eröffnet 1873)
- St. Margrethen–Rorschach, Teil der Bahnstrecke Chur–Rorschach (eröffnet 1858)
- Rorschach–Konstanz, Teil der Seelinie (eröffnet 1869–1871)

Die Strecken verlaufen überwiegend parallel zum Ufer, lediglich die Abschnitte Konstanz–Ludwigshafen, Uhldingen-Mühlhofen–Fischbach und Bregenz–Staad führen durch das Hinterland. Heute steht der Begriff nur noch für die deutsche Verbindung von Radolfzell über Friedrichshafen nach Lindau (Bodensee). Er wird insbesondere in lokalen Medien, in den Kursbuchtabellen 731 und 751 der Deutschen Bahn sowie in spezifischen Nachschlagewerken verwendet, teilweise auch in der Schreibweise Bodensee-Gürtelbahn.